# Blow Out
Blow Out è un film del 1981 scritto e diretto da Brian De Palma. Fra i protagonisti John Travolta, Nancy Allen e John Lithgow. Le musiche sono di Pino Donaggio.

## Trama
Philadelphia. Quando Sam, produttore di film slasher di serie B, chiede a Jack Terry (ex agente di polizia esperto in  microspie che ha lasciato il corpo dopo che il suo collega Freddie Corso è morto sotto copertura), che lavora per lui come tecnico del suono, di registrare suoni più realistici per un nuovo film, l’uomo si reca di notte su un ponte dove vede un'automobile finire nel torrente poco dopo il ponte. È così che Jack, dopo aver registrato il rumore dell’incidente, si getta nel torrente e riesce a salvare la passeggera, Sally Bedina, ma non il conducente, che si scoprirà poi essere il governatore candidato alle presidenziali George McRyan.
Dopo che all'ospedale un uomo del governatore chiede a Jack di tacere sulla presenza di Sally in quell’auto, il ragazzo accompagna la ferita a riprendersi dall’incidente in un motel dove intanto lui, ascoltando il nastro registrato, scopre che, prima dello scoppio dello pneumatico dell'auto, si sente il rumore di uno sparo, capendo così che non si è trattato di un incidente, bensì di un omicidio. Poco dopo, inoltre, Jack viene a sapere dal notiziario che anche Manny Karp era sul luogo quella notte, ha filmato l'incidente con una cinepresa per poi vendere i fotogrammi ad un tabloid locale; è comprandone una copia, rimettendone insieme le immagini e sincronizzandole col suo audio, che Jack vede il lampo dello sparo che ha fatto esplodere lo pneumatico. 
Ben presto si scopre che Sally e Karp, da tempo complici in ricatti a sfondo sessuale (Karp fotografava Sally in atteggiamenti equivoci con uomini importanti per poi chiedergli dei soldi), erano stati assunti da Burke, a sua volta assoldato da un candidato rivale di McRyan che ne voleva però solo rovinare la reputazione. È stato Burke a decidere di modificare il piano, facendo scoppiare lo pneumatico dell'auto di McRyan con un colpo di pistola e provocando così l'incidente.
Sebbene abbia ricevuto minacce perché lasci la città, Sally accetta di aiutare Jack rubando il filmato di Karp, ma, in questo modo, Burke decide di eliminarla. Al primo tentativo però Burke si sbaglia e uccide una donna che le somiglia molto decidendo così di inscenare la presenza di un maniaco omicida che ha le donne come Sally come obiettivi, è così che l’uomo uccide anche una prostituta prima di passare a Sally. 
Quando poi il conduttore di talk show, Frank Donahue, contatta Jack per proporgli un'intervista in cui può rendere pubblici i suoi nastri, Burke, che ha messo una cimice nel telefono del ragazzo, cancella gli audio e poi contatta Sally fingendosi Donahue e chiedendole di incontrarlo alla stazione ferroviaria col filmato. Quando Sally racconta a Jack della chiamata di Donahue, il ragazzo inizia a nutrire sospetti e decide di mettere una microspia alla ragazza e di seguirla da lontano. 
Rendendosi immediatamente conto che Sally è in pericolo, Jack tenta di avvertirla, ma lei e Burke si allontanano in metropolitana e Jack, nel tentativo di raggiungerla, ha un incidente con la sua jeep. Quando si riprende, Jack scopre che Burke ha preso il filmato a Sally, l'ha gettato in un fiume e si appresta ad uccidere la ragazza durante una parata che celebra la Campana della Libertà; Jack riesce a raggiungerli, assale Burke e lo pugnala a morte ma per Sally è troppo tardi. 
Mentre la morte di Burke e Sally viene riportata dal notiziario come una vittima che ha ucciso il suo assassino prima di soccombere chiudendo così tutte le questioni in sospeso sull'assassinio di McRyan, a Jack non resta che inserire il grido di Sally aggredita da Burke nell’ultimo film di Sam.

## Critica
All'uscita Blow Out ebbe critiche contrastanti. Alcuni critici, come Pauline Kael, definirono il film come un capolavoro. Nella sua recensione nel The New Yorker, la Kael affermò "È un grande film. Penso che De Palma abbia raggiunto i risultati ottenuti da Robert Altman con Nashville e da Francis Ford Coppola con Il padrino". Roger Ebert diede al film quattro stelle, nella sua recensione sul Chicago Sun Times, mentre Andrew Sarris al contrario disprezzò il film, ritenendolo misogino.
In Italia Morando Morandini nel suo dizionario, spiega che "la bravura di De Palma va colta nelle singole sequenze, nel virtuosismo della cinepresa e della presa del suono, nell'efficacia degli effetti e nell'amaro finale". Per Tullio Kezich in Blow Out "c'è un visibile gusto dello sberleffo intellettuale (tutto l'inizio è furbescamente ingannevole, vuol convincerci che stiamo vedendo un film pornomacabro ambientato in un collegio femminile), c'è una grande fantasia visiva sostenuta dal talento dell'operatore Vilmos Zsigmond e c'è la solita disponibilità alla divagazione e al «plagiarism»". Giovanni Grazzini del Corriere della Sera paragonò la pellicola a "un arzigogolo melodrammatico, che saccheggia le cineteche, un giocattolone che ogni tanto s'inceppa. Ma proprio De Palma ci ha insegnato a non prenderlo sul serio".
Col passare degli anni  Blow Out diventò un film di culto, come gli altri film diretti da De Palma. Fra i maggiori ammiratori della pellicola ci sono anche Edgar Wright e Quentin Tarantino, quest'ultimo l'ha incluso nella lista dei suoi tre film preferiti, assieme a Un dollaro d'onore (1959) di Howard Hawks e a Taxi Driver (1976) di Martin Scorsese. Il regista inoltre ha utilizzato un brano della colonna sonora di Pino Donaggio, Sally and Jack, nel suo film Grindhouse - A prova di morte (2007).

## Curiosità
- Nell'edizione francese del film John Travolta è doppiato da Gérard Depardieu.
- Blow Out fu l'ultimo film della collaborazione fra Brian De Palma e Nancy Allen, all'epoca marito e moglie. I due avrebbero poi divorziato nel 1983.
- L'idea di Blow Out venne a De Palma durante la post produzione del precedente Vestito per uccidere: mentre montava il sonoro si accorse che il rumore di esterni, del vento e della pioggia era fin troppo consumato e disse al suo montatore di uscire per registrarne uno nuovo. Da questa situazione gli venne l'idea della storia, che si ispira anche a Blow Up di Michelangelo Antonioni e La Conversazione di Francis Ford Coppola.